# Irish Cup 1880-81
Irish Cup 1880–81 var den første udgave af Irish Cup, og første kamp i turneringens historie blev spillet den 10. januar 1881.
Finalen blev spillet den 9. april 1881 på Cliftonville Cricket Ground i Belfast og blev vundet af Moyola Park FC fra Castledawson, som besejrede Cliftonville FC fra Belfast med 1-0. I den ene semifinale havde Moyola Park FC på hjemmebane besejret Alexander FC fra Limavady med 3-0. Den anden semifinale var en rent Belfast-opgør, hvor Knock FC på hjemmebane spillede 2-2 mod Cliftonville FC. Kampen blev derfor spillet om, hvor Cliftonville FC hjemme besejrede Knock FC med 2-1.

## Udvalgte resultater

### Semifinaler
| Dato   | Kamp                          | Res. |
| ------ | ----------------------------- | ---- |
|        | Knock FC – Cliftonville FC    | 2–2  |
|        | Moyola Park FC – Alexander FC | 3–0  |
| Omkamp |                               |      |
|        | Cliftonville FC – Knock FC    | 2–1  |

### Finale
| Dato | Kamp                             | Res. | Spillested                           |
| ---- | -------------------------------- | ---- | ------------------------------------ |
| 9.4. | Moyola Park FC – Cliftonville FC | 1–0  | Cliftonville Cricket Ground, Belfast |